# Christian Thomas (Leichtathlet)
Christian Thomas (* 31. März 1965) ist ein ehemaliger deutscher Weitspringer.
1987 gewann er Bronze bei den Halleneuropameisterschaften in Liévin und kam bei den Hallenweltmeisterschaften in Indianapolis auf den 15. Platz. 1990 wurde er Vierter bei den Halleneuropameisterschaften in Glasgow und Zwölfter bei den Europameisterschaften in Split.
Bei den Europameisterschaften 1994 in Helsinki schied er in der Qualifikation aus.
1988 und 1989 wurde er Deutscher Vizemeister. In der Halle wurde er dreimal Deutscher Meister (1987, 1989, 1993) und zweimal Vizemeister (1985, 1990). Seinen einzigen Deutschen Freiluftmeistertitel gewann er 1994 mit der 4-mal-100-Meter-Staffel des TV Heppenheim.
Christian Thomas startete zunächst für die LG Ahlen/Hamm und wechselte 1987 zum TV Heppenheim.

## Persönliche Bestleistungen
- Weitsprung: 8,21 m, 23. Juli 1994, Germering
  - Halle: 8,12 m, 21. Februar 1987, Liévin